# Коорі

37°50′58″ пн. ш. 140°30′59″ сх. д. / 37.84944° пн. ш. 140.51639° сх. д.
Коо́рі (яп. 桑折町, こおりまち, МФА: [ko.oɾʲi mat͡ɕi̥]) — містечко в Японії, в повіті Дате префектури Фукусіма. Станом на 1 жовтня 2008 площа містечка становила 42,97 км². Станом на 1 січня 2009 населення містечка становило 13 102 осіб.